# Tuberaria guttata
Tuberaria guttata — пятнистая каменная роза или однолетняя каменная роза; однолетнее растение Средиземноморья. Также иногда встречается в Ирландии и Уэльсе. Характерное пятно у основания лепестка растения очень изменчиво по размеру и интенсивности цвета.

## Описание
Tuberaria guttata достигает 2-30 сантиметров в высоту. Розетка его базальных листьев имеет длину до 3 см и ширину в 1,5 см. Эта розетка обычно увядает к тому времени, когда растение цветёт. У стеблей есть 2-5 противоположных пар листьев, и несколько меньших выше, расположенных попеременно.
Соцветие насчитывает около 12 цветков диаметром 8-12 мм (0,31-0,47 дюйма). У каждого цветка есть пять неровных чашелистиков и пять жёлтых лепестков, обычно с тёмно-красным пятном возле основания. Цветы являются клейстогамными, производят мало пыльцы и нектара, и привлекают мало насекомых. Лепестки опадают через несколько часов. В центре цветка около 20 тычинок и стигма.
Плод Tuberaria guttata представляет собой капсулу, содержащую множество семян, каждое длиною в 0,6 миллиметра.

## Таксономия
Впервые вид Tuberaria guttata был описан Карлом Линнеем как Cistus guttatus в его работе 1753 года «Species Plantarum». Он был переведен в род Tuberaria Жюлем Пьером Фурро в 1868 году.
Валлийские популяции были описаны как отдельный вид в 1844 году французским ботаником Жюлем Эмилем Планшоном. Он назвал растения Helianthemum Breweri в честь Сэмюэля Брюера.